# Peter Kreeft
Peter Kreeft (* 16. března 1937) je katolický filosof a spisovatel, profesor filosofie na Boston College a The King's College v New Yorku. Česky vyšly jeho knihy Mezi nebem a peklem, Ach, ten Sokrates... a Tolkienovo vidění světa.